# Paulhac (Cantal)
Paulhac é uma comuna francesa na região administrativa de Auvérnia-Ródano-Alpes, no departamento de Cantal. Estende-se por uma área de 46,45 km². Em 2010 a comuna tinha 434 habitantes (densidade: 9,3 hab./km²).